# 文定书院
文定书院是南宋时一所书院，位于今湖南省衡阳市南岳区。
南宋高宗绍兴元年（1131年），理学家胡安国在南岳衡山紫云峰下买地建舍，取名“碧泉书堂”，其后五年不出，编撰《春秋传》。胡安国逝世后，宋高宗赐谥文定。其子胡宏为纪念父亲，改“碧泉书堂”为“文定书院”，又在书院旁建“春秋楼”，辟“春秋塘”。曾国藩在《重修胡文定公书院记》中写道：“天下书院楚为盛，楚之书院衡为盛。” 胡安国在南岳衡山一带的书院著书立说，影响后世，极其深远。清末谭嗣同赞道“万物昭苏天地曙，要凭南岳一声雷”。
后屡经兴废，至民国年间改为胡氏文定小学，抗战时期改为质文小学，后即停办。1937年长沙岳云中学搬迁至此，书院房屋辟为教师住房。1986年，旧房屋被拆，兴建“科技楼”。2002年，“科技楼”再改名为“春秋楼”。